# Roberto Cantero (esgrimidor)
Roberto Cantero (14 de noviembre de 1977) es un deportista español que compitió en esgrima, especialista en la modalidad de espada.
Ganó una medalla de plata en el Campeonato Europeo de Esgrima de 2000, en la prueba por equipos (junto con José Luis Abajo, Miguel Gómez y Eduardo Sepúlveda).

## Palmarés internacional
| Campeonato Europeo | Campeonato Europeo | Campeonato Europeo | Campeonato Europeo |
| Año                | Lugar              | Medalla            | Prueba             |
| ------------------ | ------------------ | ------------------ | ------------------ |
| 2000               | Funchal (Portugal) | Medalla de plata   | Espada por equipos |